# L'Armure noire
Pour plus de détails, voir Fiche technique et Distribution.
L'Armure noire (The Dark Avenger) est un film britannique réalisé par Henry Levin, sorti en 1955.

## Synopsis
Au XIVe siècle, en pleine Guerre de Cent Ans, Édouard le Prince Noir, prince de Galles, fils et héritier de son père, le roi Édouard III d'Angleterre, conduit une armée anglaise dans la province de l'Aquitaine pour protéger ses habitants des ravages et des razzias des nobles français. Après que les Anglais les aient vaincu au combat, les Français sont contraints de signer une capitulation ; ils continuent cependant à comploter en secret pour tuer le prince anglais, refusant d'honorer la reddition.
Sur conseil du comte français Robert de Ville, ils font enlever comme otages la dame anglaise Joan Holland et ses enfants, défiant ainsi la domination anglaise sur la France. Forcé d'agir, le Prince Noir décide de la sauver, elle ainsi que ses enfants et dans le processus, survit de justesse à une embuscade. Il doit alors adopter un déguisement de paysan pour se cacher parmi ces derniers. Sa ruse fonctionnant, il se rapproche davantage de ses ennemis en revêtant le déguisement d'un chevalier noir sans nom.
Un jour, il apprend qu'une attaque de la noblesse française est imminente et s'échappe avec Lady Holland et ses enfants pour se mettre en sécurité. Depuis son château d'Aquitaine, il mène ses chevaliers et hommes d'armes dans une bataille finale contre les forces françaises, dirigées par Bertrand du Guesclin et Robert de Villes, supérieures en nombre, qui prennent d'assaut le château. Il finit néanmoins par les anéantir.

## Fiche technique
- Titre : L'Armure noire
- Titre belge : Le prince noir
- Titre original : The Dark Avenger
- Réalisation : Henry Levin
- Scénario : Daniel B. Ullman
- Production : Walter Mirisch et Vaughan N. Dean pour 20Th Century-Fox
- Musique : Cedric Thorpe Davie
- Direction musicale : Louis Levy
- Photographie : Guy Green
- Montage : Edward B. Jarvis
- Pays d'origine : Royaume-Uni
- Format : Couleurs - 2,35:1 - Mono Cinemascope
- Genre : Aventure, drame, historique, romance et guerre
- Durée : 85 minutes
- Date de sortie : 1955
- Affiche : Enzo Nistri (Italie)

## Distribution
- Errol Flynn : Prince Edward
- Joanne Dru : Lady Joan Holland
- Peter Finch : Comte De Ville
- Yvonne Furneaux : Marie
- Patrick Holt : Sir Ellys
- Michael Hordern : le Roi Édouard III
- Moultrie Kelsall : Sir Bruce
- Robert Urquhart : Sir Philip
- Noel Willman : Du Guesclin
- Frances Rowe : Genevieve
- Alastair Hunter : Libeau
- Rupert Davies : Sir John
- Ewen Solon : D'Estell
- Vincent Winter : John Holland
- Richard O'Sullivan : Thomas Holland
- Jack Lambert : Dubois
- Harold Kasket : Arnaud
- Robert Brown : Premier chevalier français
- John Phillips : Second chevalier français

Acteurs non crédités
- Christopher Lee : Capitaine français de la patrouille à la taverne
- Edward Leslie : Maître d'armes
- Patrick McGoohan : Soldat anglais